# 花語者
《花語者》是中國女子偶像團體AKB48 Team SH成員劉念的首支個人單曲。

## 背景
《花語者》是AKB48 Team SH一期研修生劉念在2023年發行的首支個人單曲，於2022年12月10日舞台初披露，2023年2月2日在劉念的生日正式發行。該歌曲為AKB48 Team SH第二屆元氣嘉年華「全力以赴的舞台」中盲盒銷量最高個人專屬單曲及拍攝PV的獎勵。歌曲融合了Dancehall、電子舞曲風格。

## 收錄曲目
| 流媒体 | 流媒体     | 流媒体 | 流媒体 | 流媒体 |
| 曲序   | 曲目       |        | 作曲   | 编曲   |
| ------ | ---------- | ------ | ------ | ------ |
| 1.     | 《花語者》 | TACO   | 路旻宇 | 金永敏 |

## 外部連結
- 官方頻道影片（简体中文）
  - bilibili上的《花語者》個人單曲PV
  - YouTube上的《花語者》個人單曲PV